# بلن‌پینار (دینار)
بلن‌پینار (به ترکی استانبولی: Belenpınar) یک منطقهٔ مسکونی در ترکیه است که در دینار (شهر) واقع شده‌است.